# 17号族
17号族（17ごうぞく、英: Family 17）とは、バイアリータークメア（Byerley Turk Mare）と呼ばれる牝馬を祖先にもつサラブレッドの牝系（母系）一族のこと。mtDNAハプロタイプは2号族と同じD3系統だが、解析例が少なくはっきりしない。
代表馬はグーフドとその子孫（リファール・フラワーアレイ・トーセンラー・スピルバーグ・シーキングザパール・ブルドッグボス）、オマハ、ジョンズタウン、セイントリアム等。

## 牝系図
- Byerley Turk Mare（Byerley Turk） -- F-No.17
  - Bald Galloway Mare（Bald Galloway）
    - The Wharton Mare（Lord Carlisle's Turk）
      - Old Lady（1715, Bald Galloway）
        - Warlock Galloway（1728, Snake）
          - Cottingham Mare（1745, Cottingham）
            - Snip Mare（1758, Snip）
              - Regulus Mare（1762, Regulus）
                - Syphon Mare（1771, Syphon）
                  - Maid of All Work（1786, Highflyer） -- F-No.17-a
                    - Musidora（1804, Meteor）
                      - Idalia（1815, Peruvian）
                        - Biddy（1839, Bran） -- F-No.17-b
                          - The Gem（1851, Touchstone）
                            - Regalia（1862, Stockwell） -- F-No.17-c

                  - Rachel（1790, Highflyer） -- F-No.17-d